# Fontaine Sanguinède
La fontaine Sanguinède est un monument hydraulique dans la forêt de Fontainebleau, en France.

## Situation et accès
La fontaine est située dans la vallée de la Solle, sur le territoire de la commune de Fontainebleau, dans la forêt du même nom, et plus largement au sud-ouest du département de Seine-et-Marne.
D'un point de vue géologique, située dans un massif au sein du Bassin parisien, la fontaine est dans des platières gréseuses.

## Histoire
La fontaine est construite en 1852 par Claude-François Denecourt. Il donne ce nom en reconnaissance à un négociant parisien qui a généreusement contribué aux travaux pour son établissement (bien que la fontaine donnait une eau rougeâtre, les spéculations d’une étymologie se référant à la couleur sont fausses). En 1883, on constate que le tuyau d’amenée est obstrué par des racines de plantes : Charles Colinet remplace alors le tuyau, établit un trop-plein et en profite pour revoir l’arrangement de la fontaine.

## Structure
Un caveau s’inscrit dans un talus. Sur la roche entourant le bassin est gravée l’inscription « Fne 1852 S ».
L’eau débitée s’écoule par un tuyau de poterie placé de façon à réunir et amener à son orifice celle qui s’infiltre dans le sol. S’agissant d’une fontaine intermittente, l’eau ne s’y écoule qu’après de fortes averses. Aucun banc de grès ne permettant à l’eau de se filtrer, Charles Colinet affirme qu’elle n’est pas potable.

## Propriétés des eaux
| Date         | Température (°C) | Potentiel d'oxydoréduction (mV) | Dioxygène (aq) (mg L) | Potentiel hydrogène |
| Février 1995 | 8,3              | 430                             | 7,9                   | 7,1                 |

| Date         | Ca    | Mg   | Na   | K    | NH4  | HCO3  | Cl    | SO4   | NO3    | SiO2 | Al   | F      |
| ------------ | ----- | ---- | ---- | ---- | ---- | ----- | ----- | ----- | ------ | ---- | ---- | ------ |
| Février 1995 | 62,85 | 0,85 | 9,20 | 1,84 | 2,40 | 87,85 | 12,83 | 47,84 | < s.d. | 5,41 | 0,22 | < s.d. |

- Cations
- Anions
- Silice
- Éléments traces
- < s.d. : inférieur au seuil de détection

## Représentations culturelles

### Arts visuels
- Chênes et rochers à la fontaine Sanguinède par Théodore Rousseau[3].
- Mares sous les hêtres de la fontaine Sanguinède par Octave Saunier, exposé au Salon de peinture et de sculpture de l’année 1872[3].

### Littérature
- 1889 : Maurice Talmeyr, La Forêt de Fontainebleau, chap. II (« L’Été »)[4]

« — Dis-nous, mon petit, peux-tu nous indiquer où est la fontaine Sanguinède ?

— Oui, monsieur.

Il se lève en même temps, vient à une allée, et nous la montrant de son petit bras :

— C’est par ici, monsieur; il y en a pour dix minutes.

Un emplacement encaissé entre des rocs, figurant un peu le siège d’un grand fauteuil, et versant brusquement, du côté où l’on s’asseoit, sur un vallon qui s’ouvre en abime ; là, des tables rustiques, des banquettes de planches pleines de clous où l’on se déchire, une petite cantine volante où se débite de la bière et de la limonade, et au fond, en face du vallon, un petit filet d’un liquide bourbeux, coulant faiblement de la roche, comme si la vieille fontaine, malade et échauffée, ne fournissait plus qu’avec des peines infinies une eau rougeâtre et chargée, voilà la fontaine Sanguinède. »

- 1891 : Jean Valnore, Filles des bois[5]

« Le sourire est une petite clairière — oh ! bien petite — où les rayons de soleil viennent jouer librement sur l’herbe et allumer çà et là des étoiles scintillantes dans le sable blanc. La larme est une sourcelette, qui suinte à travers le sol ; et comme si, dans cet attendrissement arraché au colosse, il devait quand même demeurer quelque chose de tragique, l’eau dégoutte avec une teinte rougeâtre ; d’où le nom de fontaine Sanguinède. »

« Pierre venait maintenant presque chaque jour à la fontaine Sanguinède. Bien qu’il demeurât à Barbison et qu’il eût son travail du côté de Franchard, il n’hésitait pas devant ce long détour. »

« Elle avait honte de rester inactive au milieu de cette bataille. Heureusement une idée lui traversa l’esprit. La fontaine Saguinède n’était pas très loin. Elle y courut, dévalisa la buvette et se chargea, dans les plis de sa robe, de toutes les bouteilles et de tous les verres qu’elle put y mettre. »